# Regente Feijó
Regente Feijó is een gemeente in de Braziliaanse deelstaat São Paulo. De gemeente telt 17.725 inwoners (schatting 2009).

## Aangrenzende gemeenten
De gemeente grenst aan Anhumas, Indiana, Martinópolis, Presidente Prudente en Taciba.